# Groupe (stratigraphie)
Pour les articles homonymes, voir Groupe.

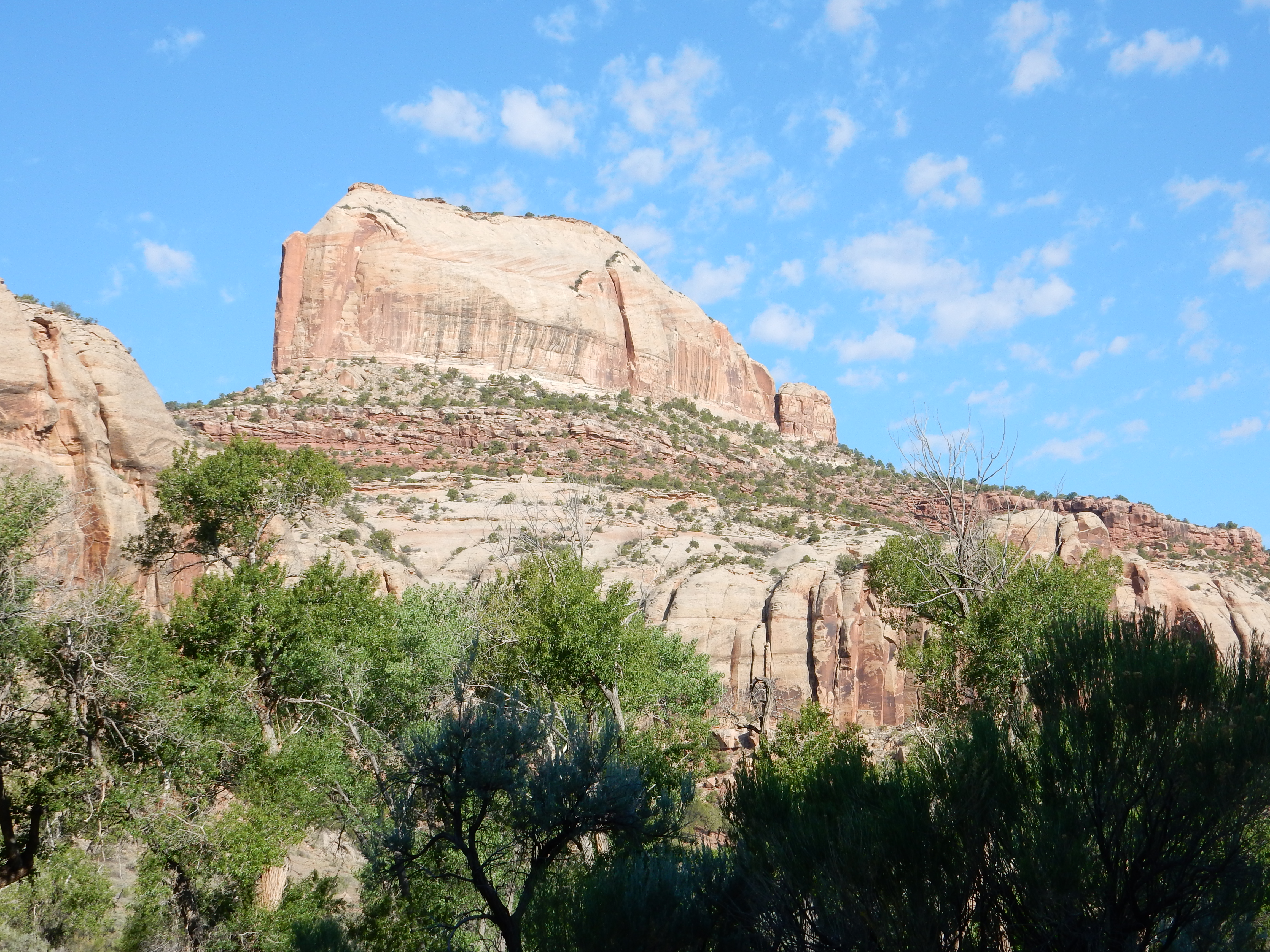
Cette image montre des formations géologiques du groupe Glen Canyon près de Newspaper Rock, Utah, USA.

En stratigraphie, un groupe est une unité stratigraphique faisant partie d'une strate géologique. Les groupes sont divisés en formations dont ils forment un regroupement. Il s'agit donc la succession de deux, ou plus, formations contiguës ou associées ayant des propriétés lithologiques significatives et diagnostiques communes. 
Les groupes peuvent aussi être divisés en « sous-groupes » et parfois regroupés en « supergroupes ».
Des terminologies relatives aux groupes ont été utilisées par le passé comme unités chronostratigraphiques et géochronologiques. Du fait des confusions engendrées, la  Commission stratigraphique internationale ne les utilise plus dans son échelle des temps géologiques.